# Jan Mogilnicki
Jan Mogilnicki (ur. 25 grudnia 1947 w Zalesiu Górnym) – polski operator, producent i dystrybutor filmowy, działacz środowiskowy.

## Życiorys
W 1965 roku ukończył III Liceum Ogólnokształcące im. gen. Józefa Sowińskiego w Warszawie. Studiował na Wydziale Historycznym Uniwersytetu Warszawskiego w latach 1967–1968. Od 1972 do 1983 roku był członkiem Zespołu Filmowego „X”. W roku 1981 został członkiem Komitetu Ocalenia Kinematografii. Był współautorem „gwiaździstego projektu reformy kinematografii”, którego elementy wykorzystano przy tworzeniu nowej ustawy o kinematografii. W latach 1981–1985 był sekretarzem Rady Artystycznej Studia im. Karola Irzykowskiego. Był jednym z założycieli firmy producenckiej Pleograf, która powstała w 1987 roku. Od roku 1993 pełnił funkcję prezesa zarządu firmy dystrybucyjnej Tantra dmpc. Ltd (obecnie „Torus Film”). Jest twórcą programu „Top Doc Film” promującego polskie filmy dokumentalne.
Jan Mogilnicki jest członkiem Stowarzyszenia Filmowców Polskich, w latach 1978–1983 był wiceprzewodniczącym Sekcji Filmu Fabularnego, w latach 2000–2004 sekretarzem Komisji Rewizyjnej, w latach 2004–2011 jej przewodniczącym. Od roku 2012 jest wykładowcą Wydziału Organizacji Sztuki Filmowej Szkoły Filmowej w Łodzi.
W roku 2014 Jan Mogilnicki jest ekspertem Polskiego Instytutu Sztuki Filmowej.

## Filmy
Pracę jako operatora kamery rozpoczął w 1971 roku. Pracował między innymi przy serialu „40-latek”, filmach „Wesele”, „Sanatorium pod Klepsydrą” i „Kontrakt”.